# Мироненко Віктор Арсентійович
Миро́ненко Ві́ктор Арсе́нтійович (нар. 11 жовтня 1919 — пом. 7 липня 1943) — командир 461-го артилерійського дивізіону 1-ї механізованої бригади 3-го механізованого корпусу 1-ї танкової армії Воронезького фронту, Герой Радянського Союзу.

## Біографія
Народився 11 жовтня (за іншими даними 18 жовтня) 1919 року в Полтаві в сім'ї службовців. Закінчив середню школу № 16 (за іншими даними № 2) і два курси механіко-технологічного технікуму.
У 1936 році призваний до лав Червоної армії. У 1939 році закінчив 1-ше Київське Червонопрапорне артилерійське училище імені Кірова. Брав участь у польській і фінській кампаніях.
У боях Великої Вітчизняної війни з червня 1941 року. Воював на Брянському, Калінінському і Воронезькому фронтах.
З березня 1942 року брав участь у формуванні 1-го танкового корпусу, як начальник штабу 461-го артилерійського дивізіону 1-ї механізованої бригади. З 461-м дивізіоном пов'язаний подальший бойовий шлях Віктора Арсентійовича, командиром якого він був призначений на початку липня 1943 року, перед самим початком битви на Курській дузі.
7 липня 1943 року командир 461-го артилерійського дивізіону капітан В. А. Мироненко відзначився при відбитті наступу противника на Бєлгородсько-Курському напрямку: протягом години німці пробивали пролом на двадцятикілометровому рубежі між селами Луханіна і Яковлево. 40 танків противника завдали удару по позиціям 3-ї механізованої бригади в районі селища Сирцево. З висоти по ним вів згубний вогонь 461-й артдивізіон 1-ї мехбригади. Близько 30 танків пішли на позиції дивізіону. Вісім машин підбили батарейці, але й гармати дивізіону були ушкоджені. Коли бойові обслуги загинули, капітан сам став стріляти. Його тіло потім знайшли біля розбитої гармати…
Про цей бій згадував маршал Катуков:
| Дивізіон відкрив влучний вогонь. Кілька машин було підбито. І раптом з правого флангу, десь з-за гори, гуркочучи гусеницями, виповзло кілька «тигрів». Вони рухалися прямо на батарею. Ще кілька хвилин — і гармати разом з обслугами будуть розчавлені. Мироненко покинув свій СП і став на чолі однієї з обслуг. Але в цю хвилину поруч розірвався снаряд. Вся обслуга була вбита. Тоді Мироненко зайняв місце навідника, сам заряджаючи гармату, взявся в упор розстрілювати танки. Йому вдалося підбити шість ворожих машин. Але коли він зловив в перехресті прицілу сьому, поруч з ним розірвався снаряд. Мироненко загинув. Оригінальний текст (рос.) Дивизион открыл меткий огонь. Несколько машин было подбито. И вдруг с правого фланга, откуда-то из-за бугра, грохоча гусеницами, выползло несколько «тигров». Они двигались прямо на батарею. Ещё несколько минут — и орудия вместе с расчётами будут раздавлены. Мироненко покинул свой НП и стал во главе одного из расчётов. Но в эту минуту рядом разорвался снаряд. Весь расчёт был убит. Тогда Мироненко занял место наводчика, сам заряжая орудие, принялся в упор расстреливать танки. Ему удалось подбить шесть вражеских машин. Но когда он поймал в перекрестке прицела седьмую, рядом с ним разорвался снаряд. Мироненко погиб. |
Указом Президії Верховної Ради СРСР від 3 червня 1944 року за зразкове виконання бойових завдань командування і проявлені при цьому мужність і героїзм капітану Віктору Арсентійовичу Мироненку присвоєно звання Героя Радянського Союзу (посмертно).
Похований в районі села Сирцево Івнянського району Бєлгородської області.

## Вшанування пам'яті

Будинок у Полтаві в якому до війни жив Віктор Мироненко
(нині вул. Мироненка, 7)

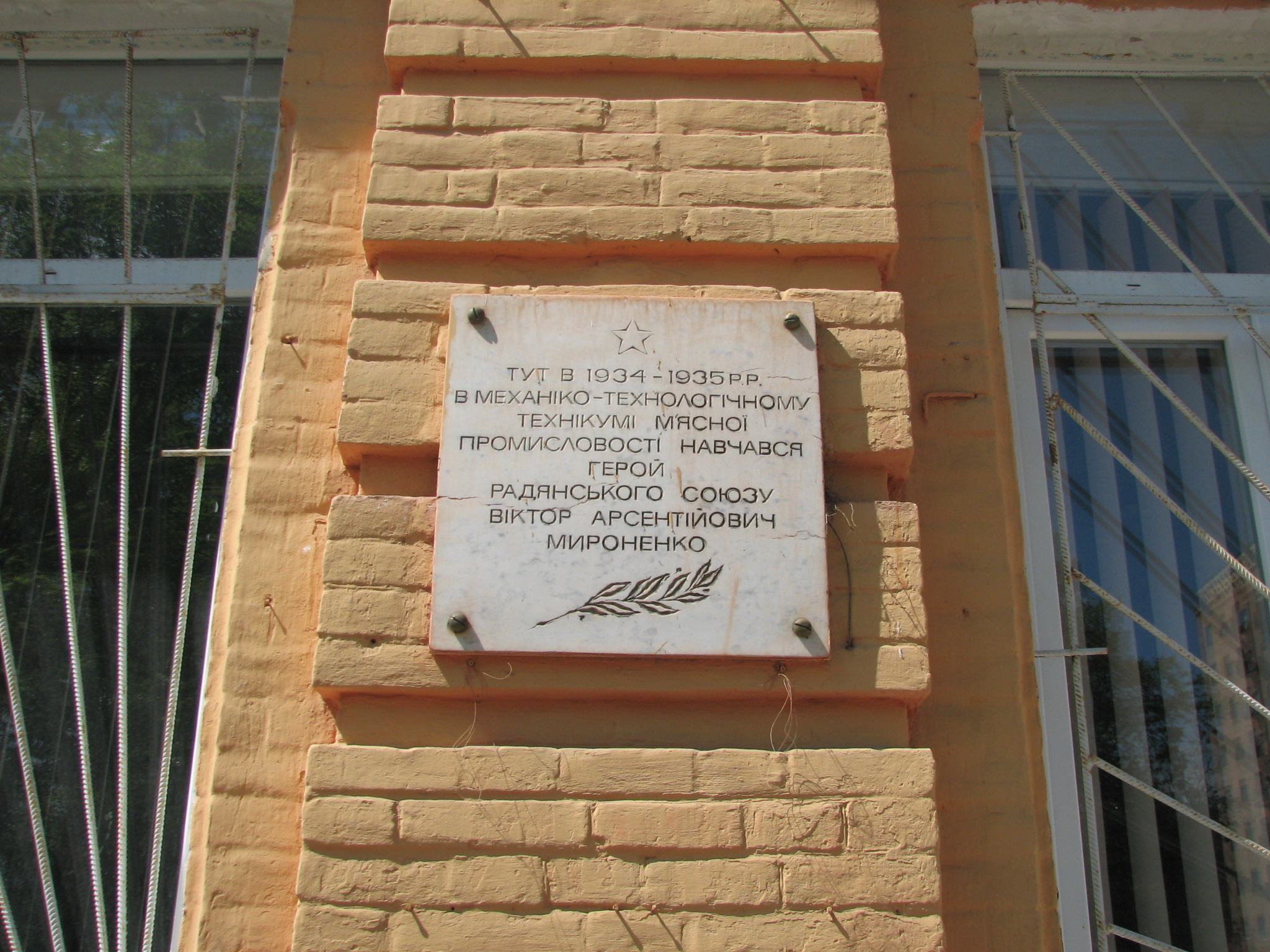

На честь Героя Радянського Союзу у повоєнні роки названа вулиця у Київському районі Полтави (колишня Степова, пролягає від вулиці Української Повстанської Армії до вулиці Чумацький Шлях). На фасаді будинку № 7 по вулиці Мироненка, у якому жив Віктор Арсентійович, у 1968 році встановлено меморіальну дошку.
Ще одна меморіальна дошка на честь Героя встановлена на корпусі Полтавського технікуму харчових технологій. Ім'я Віктора Арсентійовича Мироненка носить полтавська середня школа № 19. В школі функціонує музей славетного земляка.